# 2009年世界房車錦標賽日本站
2009年世界房車錦標賽日本站是2009年度世界房車錦標賽的第十一站賽事，正式比賽在2009年11月1日於日本岡山國際賽道上舉行。這是歷來第二次在日本舉行賽事。第一回合由寶馬車隊的派奧勝出，第二回合由寶馬車隊的法夫斯勝出。